# جین سون‌اونگسون
جین سون‌اونگسون (سوئدی: Jayne Svenungsson؛ زادهٔ ۹ دسامبر ۱۹۷۳) استاد دانشگاه است.

## تاریخچه
سون‌اونگسون پی اچ دی خود را در مورد خدا از دانشگاه لوند گرفت، وی پایان‌نامه پی اج دی اش را در مورد (بازگشت خدا: مطالعهٔ مفهوم خدا در فلسفه پست مدرن) در سال ۲۰۰۴ نوشت و از ۲۰۱۵ استاد کلاس الهیات علمی در دانشگاه لوند است. سون‌اونگسون برای کمک‌های مهم در آموزش عالی در سال ۲۰۱۵ جایزه کارین گیرو را از آکادمی سوئد دریافت کرد و در سپتامبر ۲۰۱۷ برای عضویت در آکادمی سوئد انتخاب شد و در ۲۰ دسامبر ۲۰۱۷ جانشین تورگنی لیندگرن، داور نوبل ادبیات شد و کرسی شماره ۹ آکادمی را به دست آورد.